# Squash Bowels
Squash Bowels je polská goregrindová kapela založená v roce 1994 ve městě Białystok.
První demo Fürgott vyšlo roku 1994. První studiové album s názvem Tnyribal bylo vydáno v roce 1999 českým vydavatelstvím Obscene Productions.

## Diskografie

### Dema
- Fürgott (1994)
- Dead?! (1995)
- International Devastation (1996)

### Studiová alba
- Tnyribal (1999)
- The Mass Rotting – The Mass Sickening (2002)
- No Mercy (2004)
- Love Songs (2005)
- Grindvirus (2009)
- Grindcoholism (2013)

### EP
- Something Nice (1996)

### Kompilace
- For Dead God – International Devastation (1994)

+ mnoho split nahrávek